# Miškot
Miškot je redkejši priimek v Sloveniji.

## Znani nosilci priimka
- Rudi Miškot (1922—2007), pesnik